# Альтурас (Каліфорнія)
Альтурас (англ. Alturas) — місто (англ. city) в США, в окрузі Модок штату Каліфорнія, адміністративний центр округу. Населення — 2715 осіб (2020).

## Географія
Альтурас розташований на сході центральної частини округу, на березі річки Піт, на висоті 1332 м. за координатами 41°29′31″ пн. ш. 120°32′48″ зх. д. / 41.49194° пн. ш. 120.54667° зх. д. (41.492040, -120.546664). Гірський хребет Dорнер-Маунтинс знаходиться на схід від міста. За даними Бюро перепису населення США в 2010 році місто мало площу 6,34 км², з яких 6,31 км² — суходіл та 0,04 км² — водойми. В 2017 році площа становила 7,39 км², з яких 7,31 км² — суходіл та 0,07 км² — водойми.

### Клімат
Місто знаходиться у зоні, котра характеризується середземноморським кліматом. Найтепліший місяць — липень із середньою температурою 19.1 °C (66.3 °F). Найхолодніший місяць — січень, із середньою температурою -1.6 °С (29.1 °F).
| Клімат Альтураса        | Клімат Альтураса | Клімат Альтураса | Клімат Альтураса | Клімат Альтураса | Клімат Альтураса | Клімат Альтураса | Клімат Альтураса | Клімат Альтураса | Клімат Альтураса | Клімат Альтураса | Клімат Альтураса | Клімат Альтураса | Клімат Альтураса |
| Показник                | Січ.             | Лют.             | Бер.             | Квіт.            | Трав.            | Черв.            | Лип.             | Серп.            | Вер.             | Жовт.            | Лист.            | Груд.            | Рік              |
| Абсолютний максимум, °C | 20,6             | 23,9             | 27,8             | 30,6             | 36,7             | 38,9             | 42,2             | 41,1             | 41,1             | 33,9             | 28,3             | 22,2             | 42,2             |
| Середній максимум, °C   | 5,3              | 7,7              | 11,3             | 15,7             | 20,2             | 25,3             | 31,2             | 30,7             | 26,2             | 19,5             | 11,2             | 6,3              | 17,6             |
| Середня температура, °C | −1,6             | 0,7              | 3,6              | 6,9              | 10,9             | 15,1             | 19,1             | 18               | 14,1             | 8,7              | 3,1              | −0,7             | 8,1              |
| Середній мінімум, °C    | −8,6             | −6,4             | −4,2             | −1,9             | 1,6              | 4,8              | 6,8              | 5,3              | 1,9              | −2,2             | −5,1             | −7,7             | −1,3             |
| Абсолютний мінімум, °C  | −35,6            | −36,1            | −33,9            | −13,9            | −9,4             | −6,1             | −2,2             | −4,4             | −9,4             | −17,2            | −27,2            | −36,7            | −36,7            |
| Норма опадів, мм        | 40               | 32               | 34               | 27               | 33               | 22               | 8                | 8                | 13               | 24               | 35               | 38               | 315              |
| Днів з опадами          | 10               | 9                | 9                | 8                | 8                | 5                | 2                | 2                | 3                | 5                | 8                | 9                | 78               |
| Днів зі снігом          | 2,6              | 1,7              | 1,3              | 0,6              | 0,2              | 0,1              | 0                | 0                | 0                | 0,1              | 1,6              | 2                | 10,2             |
| Вологість повітря, %    | 77.2             | 73               | 66.9             | 62.7             | 56.7             | 49.8             | 40.3             | 41.8             | 45.9             | 57.4             | 73.2             | 79.4             | 60.3             |
| ----------------------- | ---------------- | ---------------- | ---------------- | ---------------- | ---------------- | ---------------- | ---------------- | ---------------- | ---------------- | ---------------- | ---------------- | ---------------- | ---------------- |
| Джерело: Weatherbase    |                  |                  |                  |                  |                  |                  |                  |                  |                  |                  |                  |                  |                  |

## Демографія
Згідно з переписом 2010 року, у місті мешкало 2827 осіб у 1238 домогосподарствах у складі 753 родин. Густота населення становила 446 осіб/км².  Було 1407 помешкань (222/км²).
Расовий склад населення:
| - 86,0 % — білих - 2,9 % — корінних американців - 1,6 % — азіатів - 0,5 % — чорних або афроамериканців - 0,2 % — вихідців з тихоокеанських островів - 4,2 % — осіб інших рас |

До двох чи більше рас належало 4,6 %. Частка іспаномовних становила 12,3 % від усіх жителів.
За віковим діапазоном населення розподілялося таким чином: 24,8 % — особи молодші 18 років, 59,9 % — особи у віці 18—64 років, 15,3 % — особи у віці 65 років та старші. Медіана віку мешканця становила 39,9 року. На 100 осіб жіночої статі у місті припадало 92,7 чоловіків;  на 100 жінок у віці від 18 років та старших — 88,6 чоловіків також старших 18 років.
Середній дохід на одне домашнє господарство  становив 43 299 доларів США (медіана — 29 730), а середній дохід на одну сім'ю — 64 464 долари (медіана — 56 591). За межею бідності перебувало 21,7 % осіб, у тому числі 16,5 % дітей у віці до 18 років та 21,8 % осіб у віці 65 років та старших.
Цивільне працевлаштоване населення становило 1024 особи. Основні галузі зайнятості: освіта, охорона здоров'я та соціальна допомога — 23,3 %, роздрібна торгівля — 17,2 %, публічна адміністрація — 14,8 %.

## Транспорт
Через місто проходять автомобільні дороги US 395таSR 299. Є залізничне сполучення. За 2 км на захід від центру міста розташований аеропорт Альтурас.

## Відомі уродженці
- Кайт Крістенсен — американська професійна баскетболістка